# پیتر زاهد
پیِر زاهد (به فرانسوی: Pierre l'Ermite) یا پطروس زاهد (ح. ۱۰۵۰ میلادی – ۸ ژوئیه ۱۱۱۵)، راهب آمین و یکی از افراد کلیدی طی جنگ صلیبی عوام‌الناس و نخستین جنگ صلیبی بود.